# 사회주의 국가 목록
다음은 사회주의 국가를 표방하거나 과거 사회주의 국가를 표방하였던 국가들 목록이다.

## 마르크스-레닌주의 국가
마르크스-레닌주의를 이념으로 삼은 정당에 의해 실질적으로 통치권이 행사되는 나라이다. 이 나라는 서구 사회에서 공산국가라고 불렸다.
마르크스-레닌주의 국가는 기업의 전면적인 국유화, 소비에트식 집단 농장 제도의 이식, 계획 경제 체제, 프롤레타리아 계급 정당의 일당 독재, 경제 활동과 자유 이동의 통제가 병행되는 국가이며, 사유 재산의 종국적인 폐지를 목표로 하고 있다. 이 국가에서 노동의 성격은 노동력 산출이라는 자본주의 소외 노동의 잔재를 해소하는 과도기적 단계에 있으며, 노동 해방으로 나아가기 위한 잉여노동이 행해진다.
그러나, 1990년에 중화인민공화국은 개혁개방을 실시하여 국가에 의한 계획 경제를 사실상 포기했고, 소비에트식 집단 농장 제도도 폐지하기에 이른다. 1992년 베트남은 도이 머이 정책을 발표하여 〈사회주의 혼합 경제 노선〉을 발표했다. 이는 경제 부문에서 자율적인 거래 활동을 인정하고, 외국의 자본 투자를 허용한다는 내용을 담고 있다.
1991년 소비에트 연방 붕괴 이후 여전히 소비에트식 사회주의를 견지하고 있던 나라에 경제 제재가 실시되고, 이들 국가의 경제난이 심각해지면서, 사회주의 제도의 퇴행이 진행됐다. 이후 마르크스-레닌주의 국가는 오직 다섯 국가가 남게 되었다.

### 현존하는 국가
| 국가                   | 공산정부 수립 연도   | 이념                                                 |
| ---------------------- | -------------------- | ---------------------------------------------------- |
| 베트남                 | 1945년 (1975년 통일) | 마르크스-레닌주의                                    |
| 조선민주주의인민공화국 | 1948년               | 마르크스-레닌주의, 김일성-김정일주의                 |
| 중화인민공화국         | 1949년               | 마르크스-레닌주의, 마오쩌둥 사상, 중국 특색 사회주의 |
| 쿠바                   | 1961년               | 마르크스-레닌주의                                    |
| 라오스                 | 1975년               | 마르크스-레닌주의                                    |

### 옛 국가
| 국가 | 공산화 이전 | 공산화 연도     | 공산국가명                        | 이념                         |
| --- | --- | --------------- | --------------------------------- | ---------------------------- |
| 예멘 | 남아라비아 연방 | 1967년 - 1990년 | 남예멘                            | 마르크스-레닌주의            |
| 독일 | 나치 독일 동부 | 1949년 - 1990년 | 동독                              | 마르크스-레닌주의            |
| 루마니아 | 루마니아 왕국 | 1945년 - 1989년 | 루마니아 인민공화국               | 마르크스-레닌주의            |
| 니카라과 | 니카라과 | 1979년 - 1991년 | 니카라과                          | 마르크스-레닌주의            |
| 모잠비크 | 포르투갈령 | 1975년 - 1990년 | 모잠비크 인민공화국               | 마르크스-레닌주의            |
| 몽골 | 중화민국 몽골 지방 | 1924년 - 1992년 | 몽골 인민공화국                   | 마르크스-레닌주의            |
| 베냉 | 다호메이 공화국 | 1975년 - 1989년 | 베냉 인민공화국                   | 마르크스-레닌주의            |
| 불가리아 | 불가리아 왕국 | 1945년 - 1989년 | 불가리아 인민공화국               | 마르크스-레닌주의            |
| 러시아 우크라이나 벨라루스 우즈베키스탄 몰도바 조지아 아르메니아 아제르바이잔 라트비아 리투아니아 에스토니아 카자흐스탄 키르기스스탄 타지키스탄 투르크메니스탄 | 러시아 제국 우크라이나 벨라루스 부하라 칸국 루마니아 왕국 조지아 아르메니아 아제르바이잔 라트비아 리투아니아 에스토니아 히바 칸국 돈 코자크 | 1917년 - 1991년 | 소련                              | 마르크스-레닌주의            |
| 소말리아 | | 1976년 - 1991년 | 소말리아                          | 마르크스-레닌주의            |
| 아프가니스탄 | 아프가니스탄 공화국 | 1979년 - 1992년 | 아프가니스탄                      | 마르크스-레닌주의            |
| 알바니아 | 알바니아 왕국 | 1945년 - 1991년 | 알바니아                          | 마르크스-레닌주의            |
| 앙골라 | 포르투갈령 | 1975년 - 1992년 | 앙골라                            | 마르크스-레닌주의            |
| 에티오피아 | 에티오피아 | 1975년 - 1991년 | 에티오피아                        | 마르크스-레닌주의            |
| 세르비아 몬테네그로 크로아티아 슬로베니아 북마케도니아 보스니아 헤르체고비나                                                                                   | 유고슬라비아 왕국 이탈리아 | 1945년 - 1991년 | 유고슬라비아                      | 티토주의                     |
| 체코 슬로바키아 | 체코슬로바키아 | 1945년 - 1992년 | 체코슬로바키아                    | 마르크스-레닌주의            |
| 캄보디아 | 크메르 공화국 | 1975년 - 1992년 | 민주 캄푸치아 캄푸치아 인민공화국 | 모택동주의 마르크스-레닌주의 |
| 콩고 공화국 | | 1970년 - 1992년 | 콩고 인민공화국                   | 마르크스-레닌주의            |
| 폴란드 | 나치 독일 소련 | 1945년 - 1989년 | 폴란드 인민공화국                 | 마르크스-레닌주의            |
| 헝가리 | 헝가리 | 1949년 - 1989년 | 헝가리 인민공화국                 | 마르크스-레닌주의            |

## 헌법에 사회주의를 명시한 사회주의 지향 국가
헌법에 사회주의가 명시된 나라 중 일부 국가는 소비에트 연방과 국제정치적 외교 노선을 같이 했으며, 몇 가지 경제 조직과 정치 조직 부문에서 사회주의 제도를 이식한 경우도 존재한다. 소비에트 연방은 이러한 나라에 대해서 사회주의 지향 국가(Страны социалистической ориентации)라는 표현을 사용하였다. 냉전 당시 서구 진영 학계에서는 〈제3세계 독재 국가〉라고 표현했다. 사회주의 지향 국가는 엄밀히 말해서 사회주의 국가는 아니었으며, 저발전된 나라에서 민족해방혁명이 완수된 이후 민족민주혁명 단계로 진입하는 과정에 있던 모든 혁명적 민주주의 국가를 소비에트 연방이 총칭하던 표현이었다.
이러한 나라는 범아랍주의에 근거한 바트당 및 나세르주의 정권에서 두드러졌는데, 대표적으로, 카다피 통치 당시의 리비아, 나세르 통치 당시의 이집트, 후세인 통치 당시의 이라크, 그리고 시리아, 1988년 이전의 알제리가 이에 해당한다.
20세기 중반 이후에 독립한 수많은 아프리카 신생 독립국이 소비에트 연방의 지원을 받는 사회주의 지향 국가가 되었는데, 이는 아프리카의 신생독립국 정치 지도 세력이 사회주의 성향의 독립운동가였다는 것에 기인한다.
사회주의 지향성 국가는 각 나라마다 정책과 정치 향방이 일관되지 않았기에 하나의 이념으로 묶기 매우 어려웠다. 가령, 미얀마의 군부 지도자인 네 윈은 통제 경제와 국유화를 동반한 사회주의 정책을 실시하고 베트남 전쟁 당시에 북베트남을 지원했지만, 국내적으로는 공산당을 탄압했다. 알제리는 1988년 일당제 폐지 전까지 반서방 노선을 고수했으나, 내내 공산당을 탄압했으며, 1988년 이후에는 부분적인 사회주의 제도를 폐지하고 친서방 노선의 국가가 되었다. 반면, 부르키나파소, 시리아와 혁명 초기 이집트는 통일 전선을 통해 공산당을 포용했다는 점에서 역시 차이점을 갖고 있다.
이는 내셔널리즘에 기반한 사회주의적 정책을 지지하는 반미 지도자, 범마르크스주의 정책을 지지하는 반미 지도자라는 양대 이념 차이에서 발생한 것으로 판단할 수 있다.
아프리카에 제한적으로 존재했던 사회주의 지향성 국가들은 1991년 소비에트 연방이 붕괴했을 때 UN에 의한 경제 제재를 피하기 위해 해외 자본의 자국 자원에 대한 직접 투자의 인정 및 다당제 전환을 도입했고, 대부분 사회주의를 포기하게 되었다. 소비에트 연방 붕괴 후에는 베네수엘라, 벨라루스 등이 사회주의 지향 국가로 평가받고 있다.
| 국가                   | 연도            | 이념                 | 정부 형태  |
| ---------------------- | --------------- | -------------------- | ---------- |
| 시리아                 | 1963년 ~ 2024년 | 아랍 사회주의        | 일당우위제 |
| 이집트                 | 1953년 ~ 1971년 | 아랍 사회주의        | 군부 독재  |
| 기니                   | 1958년 ~ 1984년 | 아프리카 사회주의    | 군부 독재  |
| 이라크                 | 1958년 ~ 2003년 | 아랍 사회주의        | 군부 독재  |
| 가나                   | 1960년 ~ 1966년 | 아프리카 사회주의    | 일당제     |
| 말리                   | 1960년 ~ 1968년 | 아프리카 사회주의    | 일당제     |
| 알제리                 | 1962년 ~ 1988년 | 아랍 사회주의        | 일당제     |
| 바누아투               | 1980년 ~ 1991년 | 멜라네시아 사회주의  | 다당제     |
| 미얀마                 | 1962년 ~ 1988년 | 버마식 사회주의      | 군부 독재  |
| 리비아 아랍 자마히리야 | 1969년 ~ 2011년 | 아랍 사회주의        | 군부 독재  |
| 수단                   | 1969년 ~ 1985년 | 아랍 사회주의        | 군부 독재  |
| 기니비사우             | 1973년 ~ 1991년 | 소련식 사회주의 이식 | 일당제     |
| 마다가스카르           | 1975년 ~ 1991년 | 소련식 사회주의 이식 | 일당제     |
| 상투메 프린시페        | 1975년 ~ 1991년 | 소련식 사회주의 이식 | 일당제     |
| 카보베르데             | 1975년 ~ 1991년 | 소련식 사회주의 이식 | 일당제     |
| 세이셸                 | 1977년 ~ 1992년 | 소련식 사회주의 이식 | 일당제     |
| 니카라과               | 1979년 ~ 1990년 | 산디니스타주의       | 다당제     |
| 수리남                 | 1980년 ~ 1988년 | 소련식 사회주의 이식 | 일당제     |
| 부르키나파소           | 1984년 ~ 1987년 | 상카라주의           | 군부 독재  |
| 팔레스타인             | 1994년 ~ 현재   | 아랍 사회주의        | 일당우위제 |
| 베네수엘라             | 1999년 ~ 현재   | 21세기 사회주의      | 다당제     |

## 헌법에 사회주의를 명시한 비(非)공산주의 국가
헌법에 사회주의라는 용어가 들어가 있고, 사회주의에 대한 명시적인 내용이 존재하나, 사회경제적 차원에서 자본주의 경제 원리를 표방하거나, 사회주의 제도가 일부 부문에 국한된 국가를 가리킨다.
카를 마르크스와 블라디미르 레닌의 생산 발달 및 발전 단계 도식 이론을 참조할 경우, 헌법에 존재하는 표현을 근거로 하여 해당 국가에 공산주의 제도가 들어섰다고 평가하기 어렵다는 점에서, 본질적으로 이들 나라는 공산주의 국가라고 하기는 어렵다.

### 현존하는 국가
| 국가            | 연도          | 정부 형태  |
| --------------- | ------------- | ---------- |
| 탄자니아        | 1964년 ~ 현재 | 다당제     |
| 방글라데시      | 1971년 ~ 현재 | 다당제     |
| 인도            | 1976년 ~ 현재 | 다당제     |
| 포르투갈        | 1976년 ~ 현재 | 다당제     |
| 스리랑카        | 1978년 ~ 현재 | 다당제     |
| 가이아나        | 1980년 ~ 현재 | 다당제     |
| 알제리          | 1988년 ~ 현재 | 다당제     |
| 기니비사우      | 1991년 ~ 현재 | 다당제     |
| 상투메 프린시페 | 1991년 ~ 현재 | 다당제     |
| 팔레스타인      | 1994년 ~ 현재 | 일당우위제 |
| 베네수엘라      | 1999년 ~ 현재 | 다당제     |
| 네팔            | 2015년 ~ 현재 | 다당제     |

### 옛 국가
| 국가       | 연도            | 이념         | 정부 형태 |
| ---------- | --------------- | ------------ | --------- |
| 인도네시아 | 1945년 ~ 1967년 | 교도민주주의 | 다당제    |
| 이집트     | 1980년 ~ 2007년 | 범아랍주의   | 다당제    |

## 사회민주주의정당이 장기 집권한 국가
사회민주주의 정당의 장기 집권을 통해 사회민주주의에 기초한 복지 제도가 확립된 혼합 경제 국가는 원칙적으로 자본주의 경제 질서를 부정하지 않는다는 점에서 공산주의 국가라고는 할 수 없다. 사회주의적 (사회민주주의) 제도가 복지, 근로, 교육, 의료 등에서 남아있는 것이다.
사회민주주의 정당이 50년 이상 집권한 경우만 서술한다. 
| 국가       | 정당       | 정부 형태 |
| ---------- | ---------- | --------- |
| 스웨덴     | 사회민주당 | 다당제    |
| 노르웨이   | 노동당     | 다당제    |
| 덴마크     | 사회민주당 | 다당제    |
| 오스트리아 | 사회민주당 | 다당제    |
| 네덜란드   | 노동당     | 다당제    |
| 독일       | 사회민주당 | 양당제    |
| 스위스     | 사회민주당 | 다당제    |
| 그리스     | PASOK      | 양당제    |
| 포르투갈   | 사회당     | 양당제    |
| 아르헨티나 | 정의당     | 양당제    |
| 칠레       | 사회당     | 다당제    |

## 임시로 존재한 사회주의 국가
- 파리 코뮌 (1871년 3월 18일 ~ 5월 28일)
- 스트란드차 코뮌 (1903년 8월 18일 ~ 9월 8일)
- 나르겐 군인과 요새건축자 소비에트 공화국 (1917년 12월 ~ 1918년 2월 26일)
- 핀란드 사회주의 노동자 공화국 (1918년 1월 29일 ~ 4월 29일)
- 오데사 소비에트 공화국 (1918년 1월 31일 ~ 3월 13일)
- 도네츠크-크리보이로크 소비에트 공화국 (1918년 2월 12일 ~ 5월)
- 핀란드 사회주의 노동자 공화국 (1918년 1월 29일 ~ 4월 29일)
- 엘자스-로트링겐 평의회 공화국 (1918년 11월 9일 ~ 11월 22일)
- 독일 자유사회주의 공화국 (1918년 9월 18일 ~ 1919년 8월 11일)
- 에스토니아 노동자 코뮌 (1918년 11월 29일 ~ 1919년 6월 5일)
- 작센 평의회 (1918년 11월 ~ 1919년 3월 14일)
- 라트비아 사회주의 소비에트 공화국 (1918년 12월 27일 ~ 1920년 1월 13일)
- 마흐노우슈치나 (1918년 ~ 1921년)
- 리투아니아-벨로루시 SSR (1919년 2월 27일 ~ 8월 25일)
- 헝가리 평의회 공화국 (1919년 3월 21일 ~ 8월 6일)
- 무간 소비에트 공화국 (1919년 3월 ~ 6월)
- 바이에른 평의회 공화국 (1919년 4월 6일 ~ 5월 3일)
- 리머릭 소비에트 (1919년 4월 15일 ~ 4월 27일)
- 크림 SSR (1919년 4월 28일 ~ 6월 26일)
- 베사라비아 SSR (1919년 5월 ~ 9월; 1924년 9월 15일 ~ 9월 18일)
- 슬로바키아 평의회 공화국 (1919년 6월 16일 ~ 7월 7일)
- 페르시아 SSR (1920년 6월 9일 ~ 1921년 9월)
- 갈리치아 소비에트 사회주의 공화국 (1920년 7월 8일 ~ 9월 21일)
- 후난 소비에트 (1927년 9월 9일 ~ 10월; 장시-푸젠 소비에트으로 나중에 중화소비에트공화국으로 변경)
- 광저우 코뮌 (광저우 소비에트) (1927년 12월 11일 ~ 12월 13일)
- 재만한족총연합회 (1929년 ~ 1932년
- 응에안·띤 소비에트 (1930년 ~ 1931년)
- 장시-푸젠 소비에트 (1931년 ~ 1934년)
- 중화소비에트공화국 (1931년 11월 7일 ~ 1937년 9월 22일)
- 칠레 사회주의 공화국 (1932년 6월 4일 ~ 10월 2일)
- 중화공화국 (1933년 11월 22일 ~ 1934년 1월 13일)
- 아스투리아스 사회주의 공화국 (1934년 10월 5일 ~ 10월 18일)
- 아나키스트 아라곤 (1936년 7월 21일 ~ 1939년)
- 혁명적 카탈루냐 (1936년 7월 21일 ~ 1939년)
- 핀란드 민주공화국 (1939년 12월 ~ 1940년 3월)
- 내몽골 인민공화국 (1945년 9월 6일 ~ 11월 6일)
- 튀르케스탄 제2공화국 (1944년 11월 12일 ~ 1949년 12월 20일)
- 아제르바이잔 인민 정부 (1945년 11월 ~ 1946년 12월)
- 마하바드 공화국 (1946년 1월 22일 ~ 12월 15일)
- 북조선인민위원회 (1946년 2월 ~ 1948년 9월 9일)
- 북그리스 임시민주정부 (1947년 3월 10일 ~ 1949년 8월 28일)
- 마르퀴탈리아 공화국 (1948년 ~ 1958년)
- [[파일:{{{국기그림-베트콩}}}|22x20px|border |베트남|링크=베트남]] 남베트남 공화국 (1969년 6월 8일 ~ 1976년 6월 2일)
- 감비아 국가혁명평의회 (1981년 7월 30일 ~ 8월 5일)
- 민주 캄푸치아 연립정부 (1982년 6월 22일 ~ 1992년 3월 15일)
- 예멘 민주공화국 (1994년 5월 21일 ~ 7월 7일)
- 캄푸치아 구국인민동맹임시정부 (1994년 7월 11일 ~ 1998년 6월 22일)

## 같이 보기
- 공산국가
- 제2세계
- 인민공화국
- 일국사회주의
- 국가사회주의